# Paracechorismenus infurcatus
Paracechorismenus infurcatus är en tvåvingeart som först beskrevs av Meijere 1907.  Paracechorismenus infurcatus ingår i släktet Paracechorismenus och familjen vapenflugor. Inga underarter finns listade i Catalogue of Life.